# Hoshino Shingo
Shingo Hoshino (sinh ngày 2 tháng 5 năm 1978) là một cầu thủ bóng đá người Nhật Bản.

## Sự nghiệp câu lạc bộ
Shingo Hoshino đã từng chơi cho Ehime FC.